# Riverman
«Riverman» es una canción de la banda de rock inglesa Noel Gallagher's High Flying Birds, y fue publicada el 11 de mayo de 2015 como el tercer sencillo del segundo álbum de estudio de la banda, Chasing Yesterday.

## Vídeo musical
El videoclip, filmado en Londres a finales de marzo de 2015, fue transmitido el 10 de abril de 2015 en exclusiva a través de la aplicación Shazam; al día siguiente también fue publicado en YouTube, en el canal Vevo del artista.
El clip, que se caracteriza por el uso de varios efectos psicodélicos, muestra a un hombre y una mujer en diferentes lugares de la ciudad de Londres. El mismo Noel Gallagher aparece en algunas escenas mientras suena una guitarra eléctrica semi-acústica (en concreto una Epiphone Casino) sentado en un sofá. La frase "you know we can't go back" es protagonista en varias secuencias, escrita en una hoja de papel: es el título de la novena pista del álbum Chasing Yesterday, del cual se extrae Riverman.

## Lista de canciones
Todas las canciones escritas y compuestas por Noel Gallagher. 
| N.º  | Título                  | Duración |  |
| 1.   | «Riverman»              | 5:41     |  |
| 2.   | «Leave My Guitar Alone» | 3:09     |  |
| 8:50 |                         |          |  |